# Fredrik Söderström
Fredrik Söderström, född 30 januari 1973, är en svensk före detta  fotbollsspelare, mittfältare. 

## Klubbkarriär
Fredrik Söderström växte upp i Ludvika, Dalarna och började spela fotboll för Östansbo IS. Efter att ha gått på Rudbeckianska skolans fotbollsgymnasium i Västerås, flyttade han 1992 till Borlänge och IK Brage och sedan 1996 vidare till Portugal, där han har representerat flera olika klubbar bl.a. storklubben FC Porto. Mot slutet av utlandssejouren spelade Fredrik i lägre ligor i Portugal och Spanien. Sommaren 2008 skrev Söderström på för den svenska klubben Hammarby IF, där han spelade till och med säsongen 2010.

## Landslagskarriär
Fredrik Söderström gjorde debut för Sveriges A-landslag mot Italien i en träningslandskamp den 2 juni 1998 på Ullevi, och representerade sedan landslaget vid ytterligare fyra träningslandskamper, den sista mot Schweiz den 27 mars 2002.

## Maraton
Fredrik Söderström sprang 4 december 2010 ett maraton på drygt tre timmar i Cancun.